# Jamie Lidell
Jamie Lidell (nascido Jamie Lidderdale Huntingdon 18 de setembro de 1973) é um músico e cantor de soul britânico.

## Biografia
Nascido em 18 de Setembro de 1973, em Huntingdon, Cambridgeshire, Reino Unido, Lidell é conhecido por compor trilhas sonoras feitas com a sua voz em um microfone e executar a percussão e melodia como uma sequencial. Em seguida, enquanto sua voz é aumentada ele canta as músicas inspiradamente. Este exercício propõe energia para performances ao vivo. Lidell tornou-se famoso principalmente por sua diversidade de gênero-exploração. Ele integrava a banda Super Colider junto a Cristian Vogel.
Após o lançamento de seu álbum de 2008, Jim, Lidell comentou:
Eu quero que esse álbum seja sobre música em si, acho que todo músico pensa assim. Mas, eu penso que, inevitavelmente, o trabalho musical acaba se tornando algo sobre personalidade, que é o dá origem à música, então, as pessoas geralmente querem um trabalho que abrange música e personalidade, mas que não perde a essência. Quanto melhor sai o trabalho, mais as pessoas querem saber porque saiu bem (...)
Sua canção Multiply foi usada na série Grey's Anatomy. Outra música sua, A Little Bit More, foi destaque em uma série de comerciais para o varejista estadunidense Target. Ele colabora frequentemente com músicos canadenses, como Chilly Gonzales, Leslie Feist e Mocky. Ele também colaborou recentemente com o dueto eletrônico britânico Simian Mobile para a canção Off The Map.
No início de 2009, o álbum Jim ficou na oitava posição anual do Independent Music Awards, na categoria "Melhor Álbum Pop/Rock". Ainda em 2009, Lidell contribuiu em um cover da música da banda Grizzly Bear, Little Brother, e teve um cover de sua música A Little Bit More feito por Tim Exile.
Em 2010, Lidell disse que iria lançar um novo álbum: "Compass", que contou com contribuições do músico Beck. O álbum foi lançado em Maio de 2010. A faixa-título, "Compass", foi utilizada no game da Rockstar, Red Dead Redemption.

## Discografia

### Álbuns
- 2000 - Muddlin Gear
- 2008 - Multiply
- 2006 - Multiply Additions
- 2008 - Jim
- 2010 - Compass

### EPs
- 1997 - Freekin' The Frame EP

## Ligações Externas
- Jamie Lidell. no IMDb.